# Svjetsko prvenstvo u košarci – Španjolska 1986.
Svjetsko prvenstvo u košarci 1986. godine održano je u Madridu i više gradova diljem Španjolske, u razdoblju od 5. – 20. srpnja 1986.
Obilježeno je bilo i huškačkim pristupom španjolskih medija prema jugoslavenskoj reprezentaciji, pri čemu su je bilo i širenja kleveta prema reprezentativcima (podatak prema tadašnjim jugoslavenskim novinskim medijima). Razlog svemu tomu je bilo što je Cibona dvije godine uredno izbacivala i poraživala španjolsko božanstvo od kluba - Reala iz Madrida.[nedostaje izvor]
Kao zanimljivost, ostat će zabilježeno da je svjetski prvak, reprezentacija SAD-a, doživjela jedan poraz od tadašnjeg autsajdera, Argentine!

## Konačni poredak
1. SAD
2. SSSR
3. Jugoslavija
4. Brazil
5. Španjolska
6. Italija
7. Izrael
8. Kanada
9. NR Kina
10. Grčka
11. Kuba
12. Argentina

Najbolja petorica prvenstva:
- Dražen Petrović, Jugoslavija
- Arvydas Sabonis, SSSR
- Oscar Schmidt, Brazil
- David Robinson, SAD
- Valerij Tihonenko, SSSR

Hrvatska je dala iduće igrače i trenera u reprezentaciji Jugoslavije:
- Dražena Petrovića
- Aleksandra Petrovića
- Zorana Čuturu
- Stojana Vrankovića
- Franju Arapovića
- Danka Cvjetičanina
- Veljka Petranovića

trener: Krešimir Ćosić